# 祖利安·法拔
祖利安·法拔（法語：Julien Faubert，1983年8月1日—）是一名法國足球員，司職中場，現效力英超球會韋斯咸。

## 球會生涯

### 法國
生於勒阿弗爾的法拔於1998年加盟AS康城的青訓，最初法拔是出任右閘，但法拔的傳中能力使到他迅速成為了右翼。2001/02球季，法拔以18歲之齡首次代表AS康城在一隊亮相。作為球會的重要球員，法拔逐漸變得聲名鵲起，最終吸引到數隊法甲球會。2004年，法拔轉投波爾多，期間合共上陣了96場，其中包括了歐聯賽事。

### 韋斯咸
2007年6月23日，法國報紙隊報報導法拔將會以650萬歐羅（約430萬英鎊）身價轉會至格拉斯哥流浪。然而，在7月1日，法拔卻以610萬英鎊加盟韋斯咸。7月17日，法拔在季前對捷克球會友賽中因跟腱斷裂，預計要六個月才能痊癒。2008年1月，法拔在對阿士東維拉的預備組賽事中復出。2008年1月12日，法拔在烏普頓公園球場對富咸賽事中後備首次亮相。法拔的首個賽季，飽受傷患困擾，只在聯賽和足總杯合共僅上陣了8場。

### 皇家馬德里
2009年1月30日，法拔獲准與皇家馬德里談判，並在1月31日以作價150萬英鎊（三年合約）的先借後買形式加盟皇家馬德里。2009年2月7日，法拔在對桑坦德的賽事中首次亮相。法拔在外借皇家馬德里期間的表現並不太令人深刻，僅上陣了兩場。借用期間，法拔曾因以為自己放假而錯過訓練。在皇家馬德里對維拉利爾的賽事進行期間，法拔被發現躺臥在板凳上。

## 國際賽生涯
2006年8月16日，法拔在對波斯尼亞和黑塞哥維那的賽事中首次代表法國上陣。法拔是繼施丹後第二位在處子戰上即穿上10號国家队球衣的法国球员，並且攻入了一球，協助法國以2-1擊敗對手。

### 國際賽入球
| 第 | 日期          | 地點             | 對手                 | 入球  | 結果  | 賽事性質 |
| -- | ------------- | ---------------- | -------------------- | ----- | ----- | -------- |
| 1  | 2006年8月16日 | 波斯尼亞塞拉耶佛 | 波斯尼亞和黑塞哥維那 | 1 – 2 | 1 – 2 | 友賽     |

## 外部連結
- 足球数据库：祖利安·法拔的球员统计数据
- （法文） Julien Faubert - French league stats （页面存档备份，存于）